# Сіпарая сіроголова
Сіпарая сіроголова (Aethopyga primigenia) — вид горобцеподібних птахів родини нектаркових (Nectariniidae). Ендемік Філіппін.

## Підвиди
Виділяють два підвиди:
- A. p. diuatae Salomonsen, 1953 — південний схід Мінданао;
- A. p. primigenia (Hachisuka, 1941) — центр Мінданао.

## Поширення й екологія
Сіроголові сіпараї є ендеміками філіппінського острова Мінданао. Підвид A. p. diuatae мешкає в горах Хілонґ-Хілонґ, номінативний підвид A. p. primigenia мешкає в горах Кітанґлад, Чіволіг, Дагаян, Апо, Малінданг, поблизу озера Себу. 
Сіроголові сіпараї живуть в гірських тропічних лісах на висоті 1000-1700 м над рівнем моря. Харчуються нектаром бананів.